# Nationaal park Dan͟ggu
Het nationaal park Dan͟ggu, vroeger nationaal park Geikie Gorge, is een nationaal park in West-Australië en ligt 1831 kilometer ten noordoosten van Perth en 420 kilometer ten oosten van Broome. Het park was genoemd naar Archibald Geikie, toen het park in 1883 een naam kreeg. Sir Archibald heeft het park zelf nooit bezocht en om die reden hoopten de traditionele bewoners, de Bunaba Aboriginals, dat het park hernoemd zou worden naar Darngku. Dit is inmiddels gebeurd.
De kloof is gevormd door de rivier de Fitzroy. Het niveau van de rivier kan in het regenseizoen stijgen tot 16,5 meter boven het normale niveau. Het hoge peil is duidelijk op de wanden van de kloof zichtbaar door de schurende werking van het water op de witte kalksteen.
Alexander Morrison · 
Avon Valley · 
Badgingarra · 
Bandiln͟gan (Windjana Gorge) · 
Beelu · 
Boorabbin · 
Brockman · 
Cape Arid · 
Cape Le Grand · 
Cape Range · 
Cliff Spackman · 
Collier Range · 
Dan͟ggu · 
D'Entrecasteaux · 
Dimalurru (Tunnel Creek) · 
Drovers Cave · 
Drysdale River · 
Eucla · 
Fitzgerald River · 
Francois Peron · 
Frank Hann · 
Gloucester · 
Goldfields Woodlands · 
Goongarrie · 
Gooseberry Hill · 
Greater Beedelup · 
Greenmount · 
Hassell · 
Hidden Valley · 
John Forrest · 
Kalamunda · 
Kalbarri · 
Karijini · 
Karlamilyi · 
Kennedy Range · 
Lawley River · 
Leeuwin-Naturaliste · 
Lesmurdie Falls · 
Lesueur · 
Millstream-Chichester · 
Mitchell River · 
Moore River · 
Mount Augustus · 
Mount Frankland · 
Mount Roe-Mount Lindesay · 
Nambung · 
Neerabup · 
Peak Charles · 
Porongurup · 
Purnululu · 
Scott · 
Serpentine · 
Shannon · 
Sir James Mitchell · 
Stirling Range · 
Stokes · 
Tathra · 
Torndirrup · 
Tuart Forest · 
Unnamed (Nr. 17519) · 
Unnamed (Nr. 46400) · 
Walpole-Nornalup · 
Walyunga · 
Warren · 
Watheroo · 
Waychinicup · 
Wellington · 
West Cape Howe · 
William Bay · 
Wolfe Creek Meteorite Crater · 
Yalgorup · 
Yanchep
Overzicht Nationale parken in:
 Australië · New South Wales · Noordelijk Territorium · Queensland · Zuid-Australië · Tasmanië · Victoria · West-Australië